# Les Chroniques de Viy : Les Chasseurs de démons
Pour les articles homonymes, voir Les Chroniques de Viy.
Série Chroniques de Viy
Les Origines du mal
(2017) Le Cavalier noir
(2018)
Pour plus de détails, voir Fiche technique et Distribution.
Les Chroniques de Viy : Les Chasseurs de démons (Гоголь. Вий) est un film russe réalisé par Egor Baranov, sorti en 2018. Le film est inspiré par les nouvelles de Nicolas Gogol.
C'est la suite de Les Chroniques de Viy : Les Origines du mal sorti en 2017. Une suite intitulée Les Chroniques de Viy : Le Cavalier noir sort en 2018.

## Synopsis
Au XIXe siècle, l’inspecteur Guro de la police de Saint Petersbourg requiert l’aide de l’écrivain médium Nikolaï pour éclaircir des disparitions dans un village isolé où un mystérieux cavalier sème la terreur.

## Fiche technique
- Titre original : Гоголь. Вий
- Titre français : Les Chroniques de Viy : Les Chasseurs de démons[1]
- Réalisation : Egor Baranov
- Scénario : Alexeï Karaulov, Natalia Merkoulova et Alexeï Tchoupov
- Photographie : Sergueï Trofimov
- Pays d'origine : Russie
- Format : Couleurs - 35 mm
- Genre : horreur, thriller
- Durée : 100 minutes
- Date de sortie :
  -  Russie : 5 avril 2018

## Distribution
- Alexandre Petrov : Nicolas Gogol
- Sergey Badyuk : Vakula
- Yuliya Frants : Oksana
- Evgeniy Stychkin : Binkh Alexander Christophorovich
- Evgeniy Sytyy : Yakim
- Artyom Tkachenko : Danishevskiy Alexey
- Aleksey Vertkov : Homa Brut
- Taisiya Vilkova : Lisa Danishevskaya
- Kirill Zaytsev : Kazimir Mazovetskiy

## Accueil

### Box-office
Il est le film qui fait le plus d'entrées au box-office russe la semaine de sa sortie.